# Sijantang Koto
Sijantang Koto is een bestuurslaag in het regentschap Sawah Lunto van de provincie West-Sumatra, Indonesië. Sijantang Koto telt 1200 inwoners (volkstelling 2010).